# Extraliga (Belarus) 2000/01
Die Saison 2000/01 war die neunte Spielzeit der belarussischen Extraliga, der höchsten belarussischen Eishockeyspielklasse. Meister wurde zum insgesamt dritten Mal in der Vereinsgeschichte der HK Njoman Hrodna.

## Hauptrunde

### Modus
In der Hauptrunde absolvierte jede der sieben Mannschaften insgesamt 24 Spiele. Der Erstplatzierte der Hauptrunde wurde Meister. Für einen Sieg erhielt jede Mannschaft zwei Punkte, bei einem Unentschieden gab es einen Punkt und bei einer Niederlage null Punkte.

### Tabelle
|    | Klub                    | Sp | S  | U | N  | Tore    | Punkte |
| -- | ----------------------- | -- | -- | - | -- | ------- | ------ |
| 1. | HK Njoman Hrodna        | 24 | 19 | 3 | 2  | 154:044 | 41     |
| 2. | HK Minsk                | 24 | 16 | 4 | 4  | 150:064 | 36     |
| 3. | Polimir Nawapolazk      | 24 | 16 | 3 | 5  | 171:066 | 35     |
| 4. | HK Homel                | 24 | 15 | 2 | 7  | 153:052 | 32     |
| 5. | Chimik Wizebsk          | 24 | 6  | 0 | 18 | 074:181 | 12     |
| 6. | HK Junost Minsk         | 24 | 4  | 0 | 20 | 078:231 | 8      |
| 7. | HK Chimwolokno Mahiljou | 24 | 2  | 0 | 22 | 048:180 | 4      |

Sp = Spiele, S = Siege, U = unentschieden, N = Niederlagen, OTS = Overtime-Siege, OTN = Overtime-Niederlage, SOS = Penalty-Siege, SON = Penalty-Niederlage